# Comuna Horbove, Novhorod-Siverskîi
Horbove (în ucraineană Горбове) este o comună în raionul Novhorod-Siverskîi, regiunea Cernihiv, Ucraina, formată din satele Horbove (reședința), Iuhnove și Putîvsk.

## Demografie
Componența lingvistică a comunei Horbove
     Rusă (51,28%)
     Ucraineană (48,58%)
     Alte limbi (0,14%)
Conform recensământului din 2001, majoritatea populației comunei Horbove era vorbitoare de rusă (51,28%), existând în minoritate și vorbitori de ucraineană (48,58%).